# Sukumar Dasgupta
Sukumar Dasgupta (bengalisch সুকুমার দাসগুপ্ত Sukumār Dāsgupta; * 7. Mai 1907 in Kolkata; † nach 1961) war ein indischer Filmregisseur des bengalischen Films.
Er begann seine Arbeit beim Film als Szenarist, unter anderem bei Prafulla Roys Abhishek (1931) und P. C. Baruas Maya (1936). Sein Regiedebüt hatte der auf Ensemble-Komödien spezialisierte Dasgupta 1936. Sein Name ist mit dem Leinwandpaar Suchitra Sen/Uttam Kumar verbunden: In Sat Number Kayedi (1953) hatte Sen ihren ersten Filmauftritt, und Kumars frühe Komödien Sadanander Mela (1954) – eine Adaption von Roy Del Ruths It Happened on Fifth Avenue – und Abhoyer Biye (1957) standen unter seiner Regie.

## Filmografie
- 1936: Ashiana
- 1937: Rajgee
- 1940: Rajkumarer Nirbashan
- 1941: Ebar Opar
- 1942: Pashan Devata
- 1945: Nandita
- 1946: Sat Number Bari
- 1949: Abhijatya
- 1950: Banprastha
- 1951: Pratyabartan
- 1952: Sanjibani
- 1953: Sat Number Kayedi
- 1954: Ora Thake Odhare
- 1954: Sadanander Mela
- 1955: Parishodh
- 1956: Mahanisha
- 1957: Abhoyer Biye
- 1960: Haat Baraley Bandhu
- 1961: Sathi Hara